# Minqaria

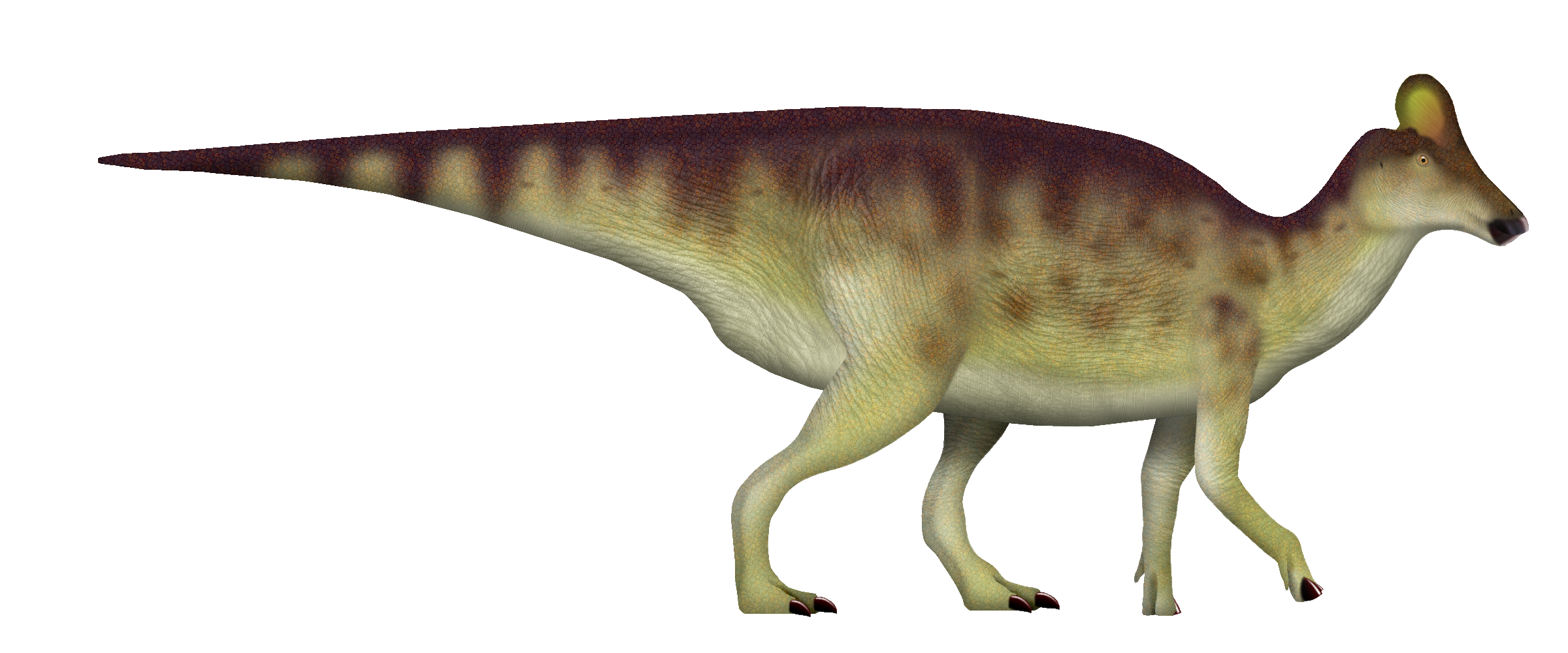
Minqaria bata; de snuitkam is hypothetisch, zij het zeer waarschijnlijk

Minqaria is een geslacht van plantenetende ornithischische dinosauriërs, behorende tot de Euornithopoda, dat tijdens het late Krijt leefde in het gebied van het huidige Marokko. De enige benoemde soort is Minqaria bata.

## Naamgeving
Door mijnwerkers in de fosfaatmijnen van Sidi Chennane, in het Ouled Abdoun-bekken, werd de kop aangetroffen van een kleine euornithopode.

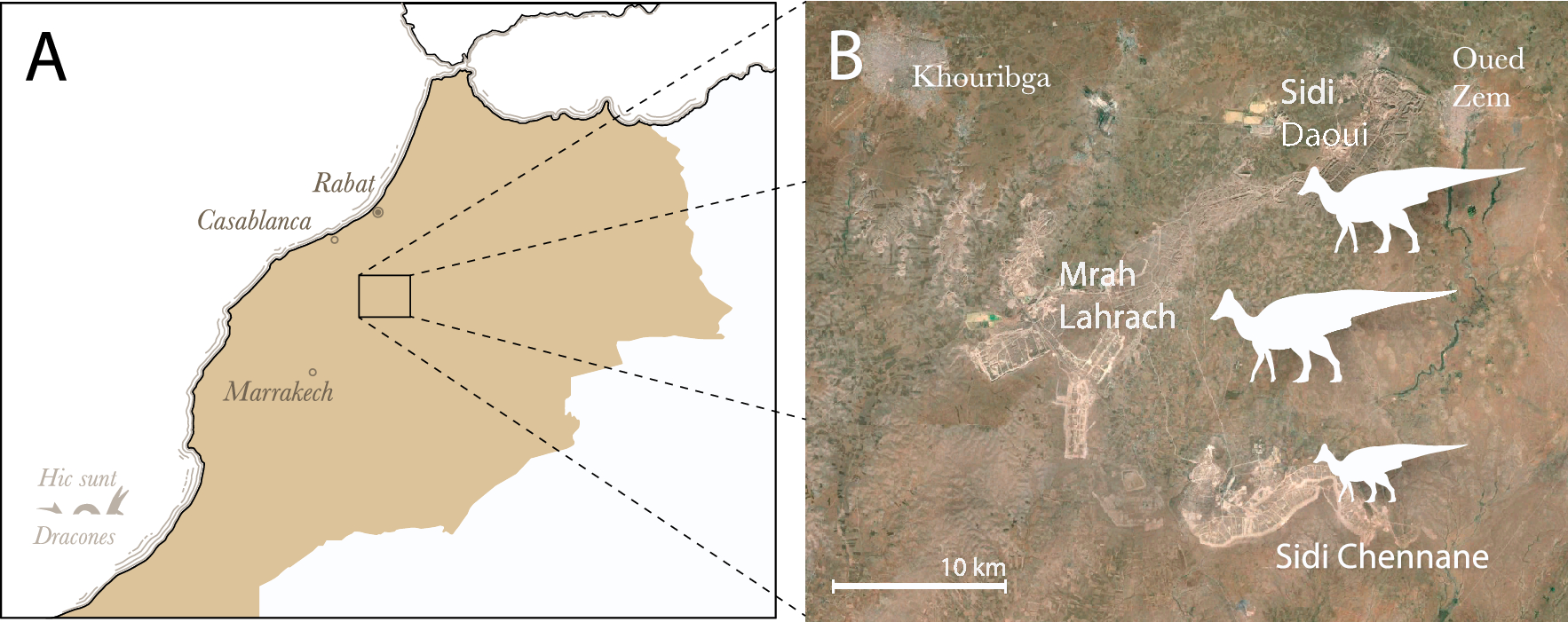
De lokatie van de vindplaatsen

In 2024 is de typesoort Minqaria bata benoemd en beschreven door Nicholas Roy Longrich, Xabier Pereda‑Suberbiola, Nathalie Bardet en Nour‑Eddine Jalil. De geslachtsnaam en soortaanduiding vormen samen een soortnaam die verwijst naar de aanduiding duck-billed dinosaurs voor de Hadrosauridae. Minqar betekent namelijk "snavel" in het Arabisch en bata "eend".

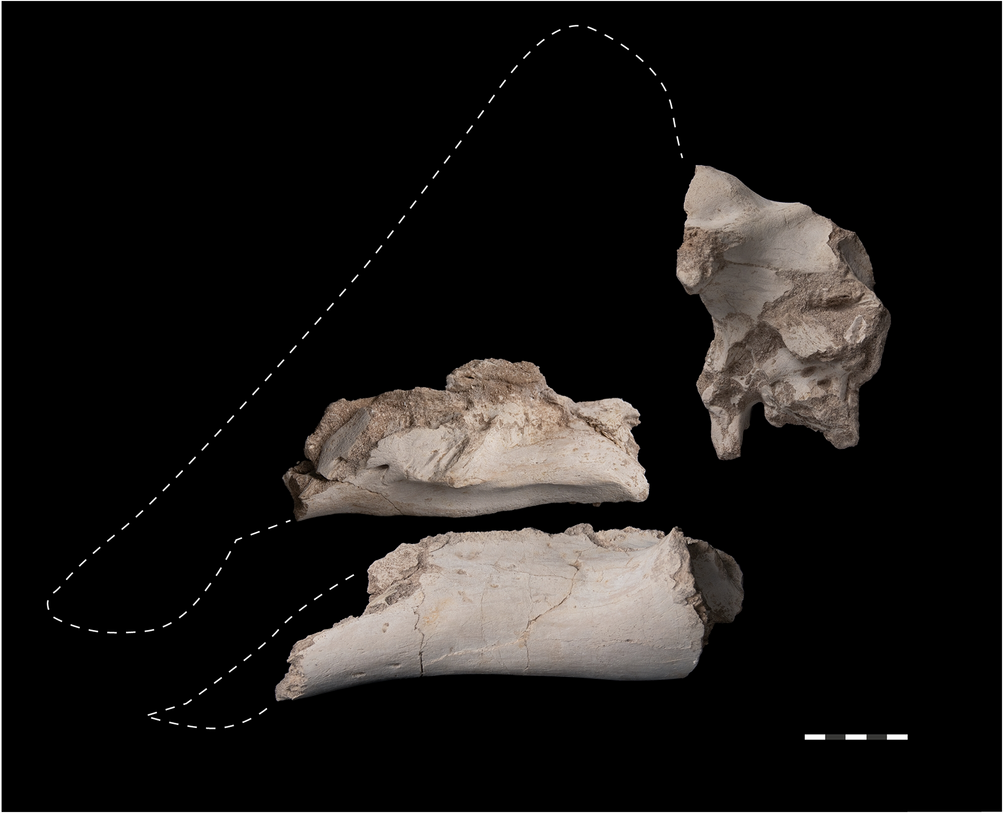
Het holotype

Het holotype, MHNM.KHG.1395, is gevonden in de fosfaatlaag van bovenste Couche III, die dateert uit het laatste Maastrichtien, ongeveer zesenzestig miljoen jaar oud. Het bestaat uit een schedel met onderkaak. Het bestaat uit een rechterbovenkaaksbeen met erin nog de tanden, een hersenpan en het linkerdentarium. Het betreft, ondanks de kleine omvang, een volwassen exemplaar, afgaande op de mate van vergroeiing. De botten lagen niet in verband maar zijn dicht op elkaar aangetroffen zodat het aannemelijk is dat het één individu vertegenwoordigt. Het maakt deel uit van de collectie van het Museum d’Histoire Naturelle de Marrakech.
Naast dit materiaal werden nog eens twee hadrosauride botten gemeld uit nabijgelegen vindplaatsen. MHNM.KHG.1483 is een linkeropperarmbeen; MHNM.KHG.1484 is een rechterdijbeen. Deze specimina werden niet aan Minqaria toegewezen omdat ze te groot zijn. Het opperarmbeen wijst op een lengte van 6,4 meter, het dijbeen op 4,5 meter en een gewicht van een ton.

## Beschrijving

### Grootte en onderscheidende kenmerken
Het holotype heeft een geschatte lichaamslengte van drieënhalve meter en een gewicht van 250 kilogram. Het bovenkaaksbeen heeft een bewaarde lengte van 195 millimeter; het was een zesdr tot een vijfde langer. De lengteschatting voor de soort is alleen correct als het andere hadrosauride materiaal inderdaad bij andere soorten kan worden ondergebracht, waar tegen spreekt dat dan de gelijktijdige aanwezigheid van drie soorten moet worden aangenomen.
De beschrijvers stelden verschillende onderscheidende kenmerken vast. Een daarvan is een autapomorfie, een unieke afgeleide eigenschap, in dit geval voor Lambeosaurinae als geheel. Op het bovenkaaksbeen ligt het gewrichtsfacet met het jukbeen zeer laag. Daarnaast is er een unieke combinatie van op zich niet unieke kenmerken. De richel op het bovenkaaksbeen die het ectopterygoïde raakt eindigt bij het gewrichtsfacet met het jukbeen. De richel op het bovenkaaksbeen die het ectopterygoïde raakt is hol in zijaanzicht en bovenaanzicht en achteraan breder dan vooraan. De foramina op de zijwand van het bovenkaaksbeen liggen op een rij. Het frontoparietale is sterk koepelvormig gewelfd met een aanzienlijke bijdrage van het wandbeen aan de welving en een driehoekig deel van het schedeldak gevormd door het wandbeen. De maxillaire tandrij is golvend in onderaanzicht en zijaanzicht, met een diepe trog boven de tandrij. Het dentarium is kort en hoog met een recht profiel van de tandrij, de tak naar de symfyse zich sterk naar voren uitstrekkend en een rechte onderrand. Zowel in de onderkaak als de bovenkaak zijn de richels langs de tandkassen slecht ontwikkeld. De tanden zijn klein met smalle spitsen, brede middelste hoofdrichels en ruw glazuur.

### Skelet
Het bovenkaaksbeen telt minstens zevenentwintig tandposities. Het totale aantal ligt wellicht twee of drie hoger. Meestal hebben Hadrosauridae meer dan dertig posities. Het lage aantal hangt wellicht samen met de geringe lichaamsomvang want hadrosauriden maakten nieuwe posities aan tijdens de groei. Het dunne bovenkaaksbeen wijkt af van het dikke bij Ajnabia. De buitenwand is relatief bol. De tandrij is sterk golvend, in het midden uitstulpend. De tanden zijn sterk inwaarts geplaatst wat de diepe trog veroorzaakt die andere Arenysaurini missen. Zo'n trog kan wijzen op (omvangrijker) vlezige wangen die het voedsel bij het kauwen in de muil houden. Het lage raakvlak met het jukbeen is zeer eigenaardig omdat directe verwanten een hoog facet hebben. De lage positie wordt gedeeld met Saurolophinae als Kritosaurus en Edmontosaurus. Er is een rij van vijf foramina, openingen voor zenumwen en aderen, die van het facet uit naar voren lopen, net als bij Canardia. De richel voor het ectopterygoïde van het verhemelte is breed als bij Ajnabia maar verschilt daarvan door een hol profiel.
De tanden hebben een ruwer glazuur dan bij Ajnabia. De vertandingen op beide snijranden zijn sterk gereduceerd, wat typisch is voor Arenysaurini. De tanden hebben één hoofdrichel die meer naar achteren geplaatst is, een kenmerk gedeeld met Ajnabia. Die richel is echter lager en meer afgerond dan bij die verwant. De glazuurzijde van de tand is niet vlak maar kromt naar het spits, als bij Ajnabia.
De welving van de koepel is achteraan minder steil dan bij Arenysaurus. Achter de koepel vormen de wandbeenderen een kort driehoekig vlak dat tussen de voorhoofdsbeenderen steekt. Daarachter is er pas een, matig smalle, middenkam. Van een mogelijke grote snuitkam gevormd door de praemaxillae, is niets bewaard gebleven.
In de onderste hersenpan zijn de processus basipterygoidei lang en steken naar achteren uitin plaats van naar beneden. Daarachter is het basisfenoïde opmerkelijk hol gekromd. Het heeft een grote vleugel die schuin naar achteren en bezijden uitsteekt. Het hoge driehoekige supraoccipitale heeft een middenkam die bij andere Hadrosauridae nooit gemeld is. Er schijnt een enkelvoudig foramen metoticum te zijn voor de negende tot en met twaalfde hersenzenuw.
Het dentarium van de onderkaak is kort en hoog, afwijkend van de meer langgerekte vorm bij veel directe verwanten. Dat de bovenrand en onderrand vrijwel evenwijdig lopen, geeft het element een rechthoekig profiel. De bovenrand loopt over het grootste deel van de lengte recht maar buigt aan de uiteinden naar beneden zodat er als geheel geen continue bolle kromming is. Ook de onderrand loopt recht op een kleine voorste knik naar beneden na bij de symfyse. Achteraan toont de rand een lichte bolling. Het dentarium heeft minstens vijfentwintig tandposities. De tandkassen zijn relatief ondiep. De tandrij beslaat het achterste driekwart van het dentarium en is daarmee relatief kort. Op de binnenwand bekeken is de fossa Meckeliana zichtbaar in plaats van naar onderen gericht. Het dentarium is overdwars dun. In bovenaanzicht heeft het een golvend profiel, aansluitend op de curve van het bovenkaaksbeen.

## Fylogenie

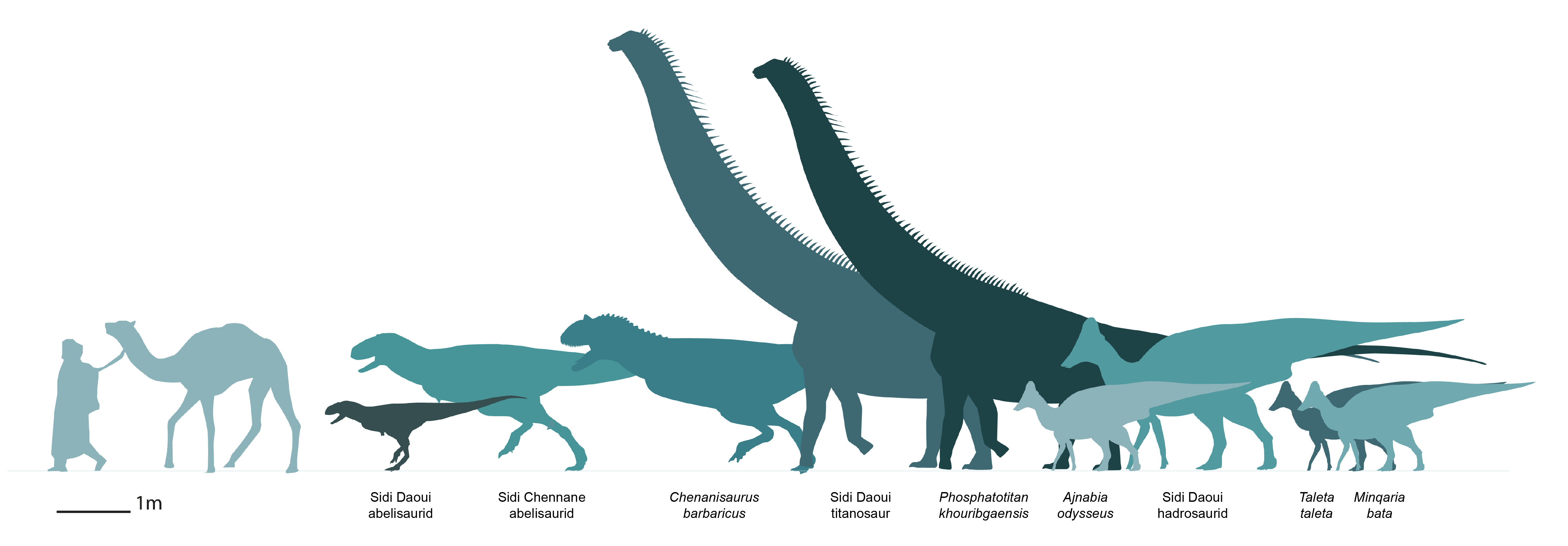
De fauna van de vindplaats met rechts de vier hadrosauriden

Minqaria werd in de Lambeosaurinae geplaatst, in de klade Arenysaurini, samen met Ajnabia, bekend uit lagen van hetzelfde gebied en tijd.
Het volgende kladogram toont de positie van Minqaria in de evolutionaire stamboom volgens het beschrijvende artikel.
|  | Adynomosaurus |
|  | |
|  | Basturs Poble arenysaurine |
|  | |
|  | Canardia |
|  | |
|  | Pararhabdodon |
|  | |
|  | Koutalisaurus |
|  | |
|  | Blasisaurus |
|  | |
|  | Serrat del Rostiar arenysaurine |
|  | |
|  | \| \| Ajnabia \| \| \| \| \| \| Minqaria \| \| \| \| \| \| Mrah Lahrach dijbeen = MHNM.KHG.1484 \| \| \| \| \| \| Sidi Daoui opperarmbeen = MHNM.KHG.1483 \| \| \| \| |
|  | |
|  | Ajnabia |
|  | |
|  | Minqaria |
|  | |
|  | Mrah Lahrach dijbeen = MHNM.KHG.1484 |
|  | |
|  | Sidi Daoui opperarmbeen = MHNM.KHG.1483 |
|  | |

|  | Ajnabia                                 |
|  |                                         |
|  | Minqaria                                |
|  |                                         |
|  | Mrah Lahrach dijbeen = MHNM.KHG.1484    |
|  |                                         |
|  | Sidi Daoui opperarmbeen = MHNM.KHG.1483 |
|  |                                         |

|  | Adynomosaurus |
|  | |
|  | Basturs Poble arenysaurine |
|  | |
|  | Canardia |
|  | |
|  | Pararhabdodon |
|  | |
|  | Koutalisaurus |
|  | |
|  | Blasisaurus |
|  | |
|  | Serrat del Rostiar arenysaurine |
|  | |
|  | \| \| Ajnabia \| \| \| \| \| \| Minqaria \| \| \| \| \| \| Mrah Lahrach dijbeen = MHNM.KHG.1484 \| \| \| \| \| \| Sidi Daoui opperarmbeen = MHNM.KHG.1483 \| \| \| \| |
|  | |
|  | Ajnabia |
|  | |
|  | Minqaria |
|  | |
|  | Mrah Lahrach dijbeen = MHNM.KHG.1484 |
|  | |
|  | Sidi Daoui opperarmbeen = MHNM.KHG.1483 |
|  | |

|  | Ajnabia                                 |
|  |                                         |
|  | Minqaria                                |
|  |                                         |
|  | Mrah Lahrach dijbeen = MHNM.KHG.1484    |
|  |                                         |
|  | Sidi Daoui opperarmbeen = MHNM.KHG.1483 |
|  |                                         |

Volgens de beschrijvers werd Europa van Azië uit door hadrosauriden gekoloniseerd. In het Campanien zou een, gezien de indertijd grote afstand van honderden kilometers enkelvoudige, invasie van Europa in Afrika hebben plaatsgevonden waarvan alle hadrosauriden aldaar zouden afstammen. Opmerkelijk is dat in het oosten van Afrika en Arabië helemaal geen hadrosauriden schijnen voor te komen: grote Euornithopoda worden daar vertegenwoordigd door basale Hadrosauroidea.